# Cuvier (cràter)
Cuvier és un cràter d'impacte situat en la part sud de la cara visible de la Lluna. S'insereix en el costat est-sud-est de la inusual formació del cràter Heràclit. Al nord-est apareix el cràter Clairaut.

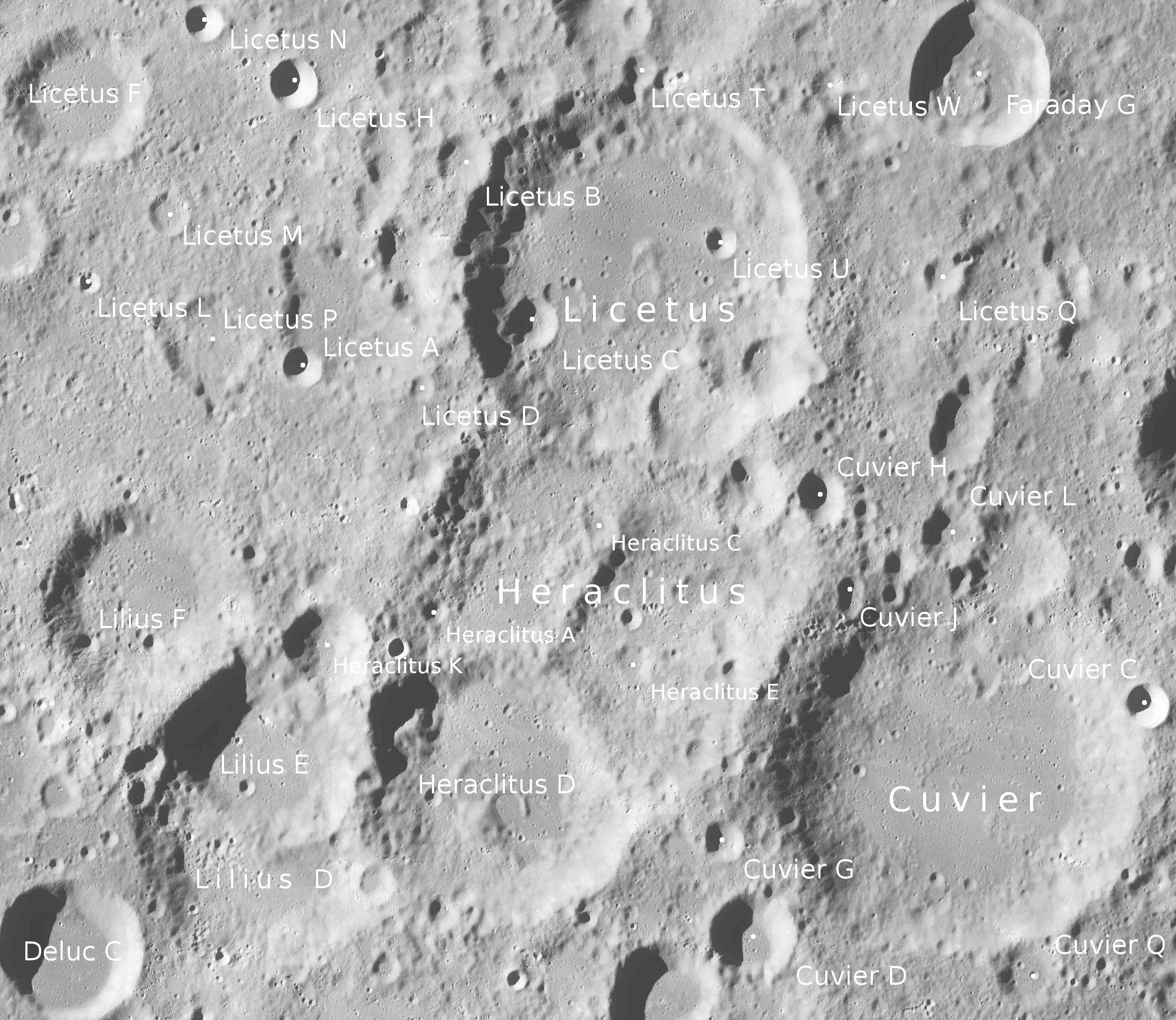
Fotografia de la missió Lunar Reconnaissance Orbiter Cuvier, a baix a la dreta

El brocal d'aquest cràter s'ha desgastat i erosionat per impactes posteriors, deixant una paret exterior arrodonida i considerablement reduïda. Hi ha una parella de petits però notables cràters que travessen la vora en el seu costat nord, i altres dos cràters més petits situats a l'est i al sud del contorn. També hi ha diversos petits cràters que s'estenen a través de la vora cap al nord-nord-oest. Quan la vora s'uneix a la d'Heràclit, es produeix una lleugera protuberància cap a l'interior de la paret, produint-se un tram curt on la vora apareix lleugerament més pla.
El sòl interior és pràcticament pla i gairebé sense trets distintius, amb gran part de la planta que sembla haver-se regenerat per fluxos de lava posteriors. Aquesta superfície no posseeix el característic albedo baix de la mar lunar, coincident amb el color del terreny circumdant. En el seu lloc, el sòl està marcat per rastres febles dels materials d'un sistema de marques radials procedents d'un altre lloc.

## Cràters satèl·lit
Per convenció aquests elements són identificats en els mapes lunars posant la lletra en el costat del punt central del cràter que està més prop de Cuvier.
|        | \| Cuvier \| Coordenades \| Diàmetre \| \| ------ \| ------------------------------------ \| -------- \| \| A \| 52° 24′ S, 12° 00′ E / 52.4°S,12.0°E \| 18 km \| \| B \| 51° 42′ S, 13° 48′ E / 51.7°S,13.8°E \| 17 km \| \| C \| 49° 54′ S, 11° 42′ E / 49.9°S,11.7°E \| 9 km \| \| D \| 51° 18′ S, 7° 48′ E / 51.3°S,7.8°E \| 17 km \| \| E \| 52° 18′ S, 12° 54′ E / 52.3°S,12.9°E \| 19 km \| \| F \| 52° 12′ S, 11° 12′ E / 52.2°S,11.2°E \| 16 km \| \| G \| 50° 48′ S, 7° 30′ E / 50.8°S,7.5°E \| 8 km \| \| H \| 48° 36′ S, 8° 30′ E / 48.6°S,8.5°E \| 10 km \| \| J \| 49° 18′ S, 8° 48′ E / 49.3°S,8.8°E \| 6 km \| \| K \| 52° 12′ S, 10° 00′ E / 52.2°S,10.0°E \| 8 km \| \| L \| 48° 54′ S, 9° 48′ E / 48.9°S,9.8°E \| 13 km \| \| M \| 53° 18′ S, 10° 54′ E / 53.3°S,10.9°E \| 6 km \| \| N \| 53° 24′ S, 12° 06′ E / 53.4°S,12.1°E \| 4 km \| \| O \| 51° 36′ S, 12° 06′ E / 51.6°S,12.1°E \| 10 km \| \| P \| 50° 00′ S, 12° 42′ E / 50.0°S,12.7°E \| 11 km \| \| Q \| 51° 36′ S, 10° 36′ E / 51.6°S,10.6°E \| 13 km \| \| R \| 51° 00′ S, 13° 06′ E / 51.0°S,13.1°E \| 7 km \| |          |
| Cuvier | Coordenades | Diàmetre |
| A      | 52° 24′ S, 12° 00′ E / 52.4°S,12.0°E | 18 km    |
| B      | 51° 42′ S, 13° 48′ E / 51.7°S,13.8°E | 17 km    |
| C      | 49° 54′ S, 11° 42′ E / 49.9°S,11.7°E | 9 km     |
| D      | 51° 18′ S, 7° 48′ E / 51.3°S,7.8°E | 17 km    |
| E      | 52° 18′ S, 12° 54′ E / 52.3°S,12.9°E | 19 km    |
| F      | 52° 12′ S, 11° 12′ E / 52.2°S,11.2°E | 16 km    |
| G      | 50° 48′ S, 7° 30′ E / 50.8°S,7.5°E | 8 km     |
| H      | 48° 36′ S, 8° 30′ E / 48.6°S,8.5°E | 10 km    |
| J      | 49° 18′ S, 8° 48′ E / 49.3°S,8.8°E | 6 km     |
| K      | 52° 12′ S, 10° 00′ E / 52.2°S,10.0°E | 8 km     |
| L      | 48° 54′ S, 9° 48′ E / 48.9°S,9.8°E | 13 km    |
| M      | 53° 18′ S, 10° 54′ E / 53.3°S,10.9°E | 6 km     |
| N      | 53° 24′ S, 12° 06′ E / 53.4°S,12.1°E | 4 km     |
| O      | 51° 36′ S, 12° 06′ E / 51.6°S,12.1°E | 10 km    |
| P      | 50° 00′ S, 12° 42′ E / 50.0°S,12.7°E | 11 km    |
| Q      | 51° 36′ S, 10° 36′ E / 51.6°S,10.6°E | 13 km    |
| R      | 51° 00′ S, 13° 06′ E / 51.0°S,13.1°E | 7 km     |